# Fábula praetexta
Una praetexta (o por extensión fábula praetexta) es el nombre usado en la literatura latina para la tragedia de argumento romano, en oposición a la fábula cothurnata, que era la tragedia de argumento griego, que a menudo era una adaptación de las obras de autores griegos de tragedias como Esquilo, Sófocles o Eurípides. 

## Contexto histórico
Su nombre deriva de la toga praetexta, una toga con una franja púrpura utilizada por los antiguos romanos en las grandes ocasiones y tenían derecho a llevarla los adolescentes (menores de dieciséis años), los senadores y los que hubieran alcanzado una alta magistratura. Por tanto, era una prenda esencialmente romana.
El teatro latino primitivo se caracterizó por la improvisación, como en los fescenninos o en las atelanas, unas formas de teatro popular más libres y licenciosas que el drama construido en la fábula praetexta. Solo con Livio Andrónico se pasó a un tipo de teatro profesional, con guiones escritos y actores profesionales.
Pronto, sin embargo, se intentó crear un teatro propio, que no dependiera exclusivamente del griego y, por tanto, se pensó en temas trágicos extraídos de la historia nacional romana.
Por el contexto de Roma y su moral, los escritores tenían serias limitaciones sobre lo que podían escribir, lo que condujo a un mayor éxito de las tragedias (y comedias) que tenían lugar en la Antigua Grecia, donde no existía la rígida moralidad del Mos maiorum, lo que dejaba espacio para eventos inmorales.

## Orígenes

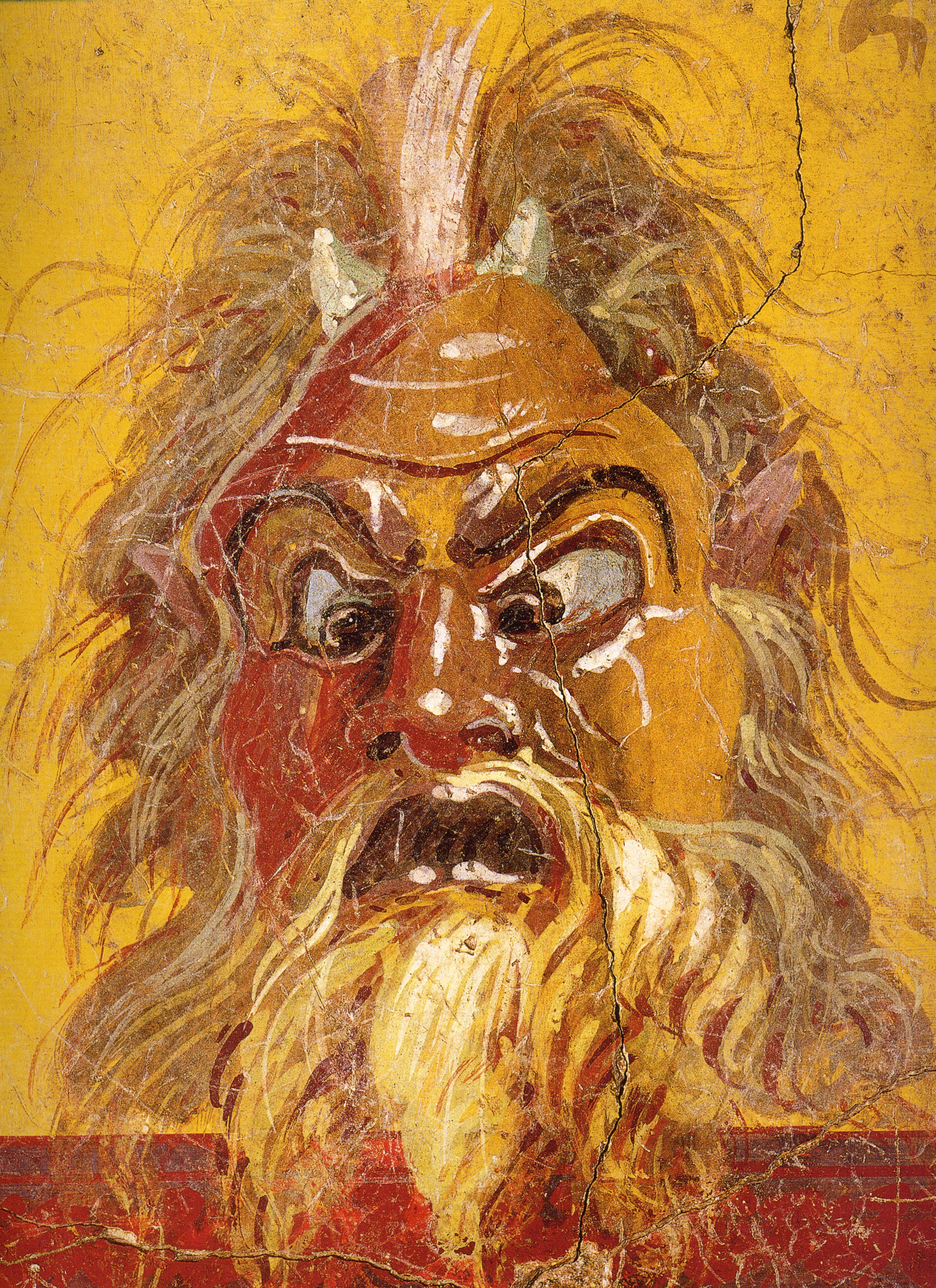
Máscara teatral, detalle de un fresco de Pompeya, Museo Arqueológico de Nápoles.

La praetexta, como drama histórico nacional, fue inventada por Cneo Nevio (269? - 204 a. C.), el segundo dramaturgo romano, además de origen itálico, y también autor del primer poema épico romano Bellum poenicum. Utilizó los argumentos basados en personajes y hazañas de la historia nacional romana desde Rómulo hasta la época en que vivió. Apenas quedan fragmentos de sus obras y el recuerdo de su disputa con la familia de los Metelos e incluso con Escipión el Africano, por lo que tuvo que abandonar Roma y establecerse en Útica, donde probablemente murió en 204 a. C. 
Han llegado hasta nosotros, aunque fragmentadas, dos praetextas de Nevio, Clastidium y Romulus. La primera de estas dos obras patrióticas estaba dedicada a la victoria de Marco Claudio Marcelo sobre el galo Viridómaro el Gaesatae en la batalla de Clastidio de 222 a. C. Este hecho implicaba un elemento de gran novedad, a saber, la puesta en escena de temas de relevancia histórica y política. El segundo título alude en cambio a la fundación de Roma y era una obra probablemente centrada en los eventos de sus dos fundadores míticos, Rómulo y Remo, amamantados por la loba. Ya en estos dos únicos títulos se puede captar la heterogeneidad característica de las fábulas praetexta respecto a las cothurnata: de hecho, las tragedias griegas trataron casi todos los temas mitológicos y es conocido que el poeta trágico  Frínico fue severamente multado por haber representado una historia contemporánea en la escena.
La única praetexta que nos ha llegado intacta es Octavia, tradicionalmente atribuida a Séneca, pero que probablemente fuese obra de un imitador más tardío. También se tienen fragmentos de obras compuestas por Quinto Ennio (Ambracia y Sabinae), Marco Pacuvio (Paulus), Lucio Accio (Brutus y Decius vel Aeneadae) y Publio Pomponio Segundo, a quien se le suele atribuir la Octavia.